# Thyreodon lacteipennis
Thyreodon lacteipennis är en stekelart som beskrevs av Morley 1912. Thyreodon lacteipennis ingår i släktet Thyreodon och familjen brokparasitsteklar. Inga underarter finns listade i Catalogue of Life.